# Patrick Trémège
Cet article possède un paronyme, voir Patrick Trémège.
Patrick Trémège, né le 14 mai 1954 à Majunga (Madagascar), est un homme politique français. Ancien député UDF de Paris de 1995 à 1997 et ancien conseiller régional d'Île-de-France, il est conseiller de Paris UMP pour le 13e arrondissement de Paris, élu en 1982.

## Carrière politique

### Au niveau national
En 1981, il adhère au Parti social-démocrate, présidé par Max Lejeune dont il est l’assistant parlementaire jusqu’en 1984.
En 1986, il entre au cabinet d’André Santini alors ministre de la Communication dans le gouvernement Jacques Chirac.
De 1995 à 1997, il devient député de la 9e circonscription de Paris à la suite de l'entrée au gouvernement d'Anne-Marie Couderc comme ministre délégué à l'Emploi dont il est le suppléant. Porte-parole de l'UDF, il participe à l’élaboration de la loi sur l'air de Corinne Lepage.
Ayant rejoint Démocratie libérale, il quitte l'UDF lors de la scission de ce parti d'avec cette dernière.
En 2007, il est candidat aux élections législatives dans la 9e circonscription de Paris avec le soutien de l'UMP où il obtient 31,1 % des voix au soir du premier tour contre 38,6 % au socialiste Jean-Marie Le Guen. Il est battu lors du second tour, ne rassemblant que 37,43 % des suffrages contre 62,57 % à Jean-Marie Le Guen.

### Au niveau local
En 1983, il est élu au Conseil de Paris. Il est successivement adjoint au maire du 13e arrondissement de Paris, Jacques Toubon, conseiller de Paris chargé auprès du maire de Paris, Jacques Chirac, de la Circulation et de la Voirie puis adjoint au maire de Paris chargé de l'Environnement et de la Propreté jusqu’en 2001.
En 1998, il est élu conseiller régional sous l'étiquette Démocratie libérale et prend la présidence de la commission Environnement.
Réélu conseiller de Paris en 2001, il rejoint l’UMP lors de la fondation de celle-ci en 2002.
En juillet 2017, il rejoint le groupe Parisiens progressistes, constructifs et indépendants au Conseil de Paris, composé de six élus LR (Marie-Laure Harel, Nathalie Kosciusko-Morizet, Thierry Hodent, Pierre Auriacombe et Jérôme Dubus).
Pour les élections sénatoriales de 2017 à Paris, il est n°5 de l'une des trois listes de droite qui se présentent (« Liste républicaine de la droite et du centre »).

## État civil
Patrick Trémège est marié, a un enfant et exerce la profession de conseil en communication et en stratégie d’entreprise.

## Controverse
Patrick Trémège fait partie des élus mis en cause en 2018 par le Canard enchaîné pour leur participation aux voyages organisés par le SIAAP.